# روک (قوبا)
روک (به لاتین: Rük) یک منطقه مسکونی در جمهوری آذربایجان است که در شهرستان قوبا واقع شده است. روک ۳۰۱ نفر جمعیت دارد.